# 米申 (特拉華州)
米申（英語：Mission）是位於美國特拉華州蘇塞克斯縣的一個非建制地區。該地的面積和人口皆未知。

## 地理
米申的座標為38°32′47″N 75°21′16″W / 38.54639°N 75.35444°W，而該地的平均海拔高度為13米（即43英尺）。